# Joe McGinnity
Joseph Jerome McGinnity (Cornwall Township, 20 marzo 1871 – New York, 14 novembre 1929) è stato un giocatore di baseball e allenatore di baseball statunitense che ha giocato nel ruolo di lanciatore nella Major League Baseball (MLB). È stato introdotto nella National Baseball Hall of Fame nel 1946.

## Carriera

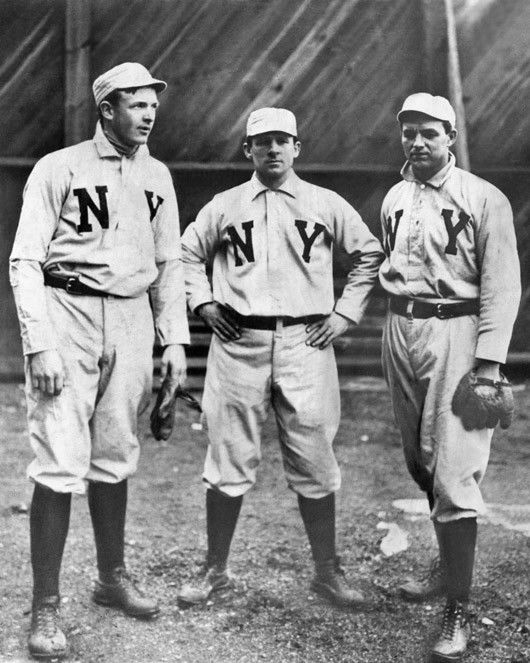
da sinistra: Christy Mathewson, John McGraw e McGinnity nel 1905

Nato a Cornwall Township nella Contea di Henry, Illinois; McGinnity giocò nella MLB per dieci anni lanciando per i Baltimore Orioles della National League e i Brooklyn Superbas (1900), prima di passare nell'American League (AL) e giocare per i Baltimore Orioles (AL) (1901–1902). Fece ritorno nella NL con i New York Giants (1902–1908) con cui vinse le World Series 1905. Nel giugno 1908 venne inserito nella lista trasferimenti dei Giants, ma nessuna squadra si fece avanti per rilevare il suo contratto. Il 29 febbraio 1909, McGinnity venne svincolato dalla franchigia, dopo aver pagato per il suo rilascio.
Negli anni successivi giocò in varie leghe di minor league, spesso nel doppio ruolo di allenatore e giocatore. Partecipò come giocatore dal 1909 al 1918, dal 1922 al 1923 e nel 1925. Giocò la sua ultima partita da professionista il 28 luglio 1925, con gli Springfield Senators della Illinois–Indiana–Iowa League.
Nella MLB vinse 246 partite con una media PGL di a 2.66. Ebbe sette stagioni da 20 vittorie e 2 da 30 vittorie. Incluso il suo periodo nelle minor league, McGinnity vinse quasi 500 partite come professionista. Guidò la lega in vittorie cinque volte (1899, 1900, 1903, 1904 e 1906) e in media PGL (1904).
McGinnity era soprannominato "Iron Man" perché lavorava in una fonderia durante le stagioni di pausa del baseball. Tale soprannome riflette anche la sua longevità poiché spesso lanciava entrambe le partite disputate in una stessa giornata. Stabilì i record della NL per gare complete (48) e inning lanciati  (434) in una singola stagione che non sono mai stati battuti. McGinnity è considerato uno dei migliori giocatori della storia dei New York Giants.

## Palmarès

### Club
- World Series: 1

New York Giants: 1905

### Individuale
- Leader della National League in vittorie: 5

1899, 1900, 1903, 1904, 1906
- Leader della National League in media PGL: 1

1904
- Leader della National League in salvezze: 3

1904, 1907, 1908